# سيإيإيتشي تاماكي
سيإيإيتشي تاماكي (باليابانية: 玉置 晴一) (26 أبريل 1982 في إيمباري في اليابان – )؛ هو لاعب كرة قدم سابق كان يلعب كلاعب وسط.